# Abarca Prize
El Premio Internacional de Ciencias Médicas Doctor Juan Abarca, conocido como Abarca Prize, es un galardón que reconoce la labor investigadora y el impacto de los avances e innovaciones médico-científicos a través de un hallazgo biomédico de relevancia mundial.

## Desarrollo
Creado en 2021 por la Fundación de Investigación HM Hospitales, se otorga a la carrera científica o médica de una persona que haya contribuido de manera trascendental a la protección, mejora o rehabilitación de la salud de las personas.
El galardón, dotado con 100.000 euros, está inspirado en el cirujano español Juan Abarca Campal, fundador de HM Hospitales. El jurado, designado por la Fundación de Investigación HM Hospitales, está constituido por miembros de la comunidad científica.
En la primera edición del premio, celebrada en 2021 en un acto presidido por el rey Felipe VI, el jurado estuvo presidido por Alberto Muñoz, profesor del Instituto de Investigaciones Biomédicas de Madrid (IIBM) y formaron parte del mismo: Richard Horton, editor de The Lancet, Silvia G. Priori, directora científica del Hospital ICS Maugeri, el paleoantropólogo Juan Luis Arsuaga, y Federico de Montalvo, expresidente del Comité de Bioética de España. El Abarca Prize fue concedido al profesor Jean-Laurent Casanova por sus hallazgos en el campo de las infecciones humanas y las variaciones genéticas que afectan la capacidad de una persona para combatirlas. El doctor Casanova es investigador del Rockefeller University Hospital de Nueva York y director del Laboratorio de Genética Humana y Enfermedades Infecciosas St. Giles.
En 2022 el galardón fue otorgado al profesor Philippe J. Sansonetti, del Instituto Pasteur, por sus investigaciones en torno a la shigelosis o disentería bacilar. Esta enfermedad diarreica causada por la bacteria Shigella, provoca miles de muertes anuales en países desarrollados afectando principalmente a los niños. El jurado estuvo integrado por los profesores Juan Luis Arsuaga, Silvia Priori, Jean-Laurent Casanova y Federico de Montalvo, y fue presidido por el profesor Alberto Muñoz, del Instituto de Investigaciones Biomédicas de Madrid (IIB- CSIC). El premio fue entregado por la secretaria de Estado de Sanidad, Silvia Calzón.
En 2023 fue el profesor Douglas A. Melton quien obtuvo el premio Abarca Prize en su III Edición por sus avances para la cura de la diabetes. El doctor Melton es codirector del Instituto de Células Madre de Harvard, investigador del Instituto de Medicina Howard Hughes e investigador en Vertex Pharmaceuticals.
Las investigaciones de Melton han sido pioneras en el proceso de conversión de células madre en células beta productoras de insulina, que harían posible la terapia de sustitución celular para la diabetes de tipo 1. El premio fue entregado por el ministro de sanidad español en funciones, José Miñones.
El inmunólogo Carl H. June, director del Instituto Parker de Inmunoterapia del Cáncer de la Universidad de Pensilvania, recibió el premio en su IV edición en octubre de 2024, por el hallazgo de una terapia revolucionaria para tratar los cánceres de la sangre, basada en la ingeniería celular.  La terapia celular CAR-T (Chimeric Antigen Receptor) utiliza el  sistema inmunitario del cuerpo para combatir el cáncer.  Carl H. June es catedrático Richard W. Vague de Inmunoterapia en el Departamento de Patología y Medicina de Laboratorio de la Facultad de Medicina Perelman de la universidad pensilvana. En 2024 su equipo científico trabaja para aplicar este tratamiento a otras neoplasias sólidas, patologías autoinmunes (como el lupus) y otras enfermedades no oncológicas. El jurado de la IV edición, estaba formado por los profesores Silvia Priori quien lo presidió, Philippe J. Sansonetti, Pura Muñoz-Cánoves, Sandra Myrna Diaz, Federico de Montalvo, Juan Luis Arsuaga, y el ganador de la convocatoria en 2023, el profesor Douglas A. Melton.
El doctor June fue recibido por el rey Felipe VI tras la concesión del premio, junto con Juan Abarca Cidón, presidente de HM Hospitales; Elena Abarca Cidón, vicepresidenta de HM Hospitales; y Alberto Muñoz Terol, presidente de la Fundación de Investigación HM Hospitales.

## Abarca Prize Convocatorias
| Convocatoria | Año  | Premiados              | Contribución científica                                                           |
| ------------ | ---- | ---------------------- | --------------------------------------------------------------------------------- |
| I Edición    | 2021 | Jean-Laurent Casanova  | Hallazgos en el campo de las infecciones humanas y cómo combatirlas genéticamente |
| II Edición   | 2022 | Philippe J. Sansonetti | Investigaciones en torno a la shigelosis o disentería bacilar                     |
| III Edición  | 2023 | Douglas A. Melton      | Avances en la cura de la diabetes                                                 |
| IV Edición   | 2024 | Carl H. June           | Terapia celular CAR-T para tratar el cáncer de sangre                             |